# 来栖らいち
来栖 らいち（くるす らいち、1994年9月1日 - ）は、東京都出身のAV女優。LINX所属。

## 略歴・人物
2016年にデビューした小柄なロリ系AV女優。
趣味・特技は読書。

## 出演作品

### アダルトDVD
2016年
- 発掘シロウトJD AVデビューで中出ししちゃいました! 激カワロリ娘!清楚で真面目なのに超絶ドM! 初めてのAV出演で生中出し!（12月19日、チキチキポッド）

2017年
- 妄想女子プロレス Vol.17 理不尽試合編（1月6日、SUPER SONIC SATELLITES）共演:畠みわ
- ドミネーション空間 6（1月20日、バトルマニアネットワーク）他出演:畠みわ
- シン・イシュカク 01 異種格闘技対戦 空手vsボクシング（1月27日、SUPER SONIC SATELLITES）共演:畠みわ
- 射精してもシゴき続ける素人娘の悶絶手コキ責め!（3月3日、虎堂）他出演:水城りの、彩奈リナ、二宮和香、加納綾子、成澤ひなみ、柊木なな ほか
- 会社に内緒でパンツを売ってマ●コを見せる女 OL 来栖らいち（3月3日、ワニッチ）
- パンツをゾーキンのように擦りつけながら掃除中に挑発してくる僕のセンパイ（4月13日、アロマ企画）他出演:阿部乃みく、あゆな虹恋、生駒はるな、柊さき、伊東紅蘭
- いいなり玩具 リアル中出しラブドール（4月14日、BAZOOKA）他出演:佐々波綾、篠宮玲奈
- 都内某所のキャバクラ嬢が、出勤前後にお客に色恋して、チ●コをしゃぶり、金を稼ぐスタイルがここ数年流行しているとの情報が。実際に本当なのか、SCOOP班が直接本人に確認すると衝撃的な生々しい映像が。（4月14日、SCOOP）他出演:水谷心音、夏樹まりな ほか
- あの娘今何してる?（4月28日、S級素人）他出演:香川ゆな、小池奈央、桜咲姫莉
- 素人ナンパ!! とりあえず素股までが間違えてチ●ポがズボリッ!! オール人妻スペシャル!! 2（5月12日、S級素人）他出演:あけみみう、推川ゆうり、小西悠
- パンチラ模擬店 〜エッチなアトラクションルーム（5月25日、アロマ企画）他出演:あゆな虹恋、水嶋アリス、森はるら
- 焦らされてロケット射精!! スローオイル手コキ 3（5月25日、アロマ企画）他出演:本真ゆり、二階堂ゆり、加納綾子、高城彩
- 誘惑的　パンチラコレクション 2（7月13日、アロマ企画）他出演:大槻ひびき、桜木優希音、横山みれい、今井ゆあ、若菜まゆ
- 貧乳専門ロリっ娘ソープ（8月1日、アイエナジー）他出演:苑田あゆり、高城ちほ、雫みあ、矢澤美々
- あなたの初ヘアヌード撮らせてください 2（8月4日、OFFICE K'S））他出演:夏野めぐみ、結菜はるか、月本愛、涼川絢音、あすな小春、成海さやか、夏樹まりな、葉山美空
- セクハラマッサージ師から必要以上に陰部を刺激された人妻は我慢できずに自らチ○ポを要求する!! 撮り下ろし5時間（8月4日、セニョーラ）他出演:月本愛、結菜はるか、西口あられ、川村まや、RISA、成海あすか
- 都市伝説的に噂される、35分五千円のピンサロで、時間内に嬢を気持ちよくさせてあげれば高確率で生本番、更には生中出しまでOKとの噂が!!それは本当なのか!?大衆ピンサロ店に潜入取材し、あの手この手で噂の真相を徹底検証!!（8月11日、SCOOP）共演:愛瀬美希、月本愛、結菜はるか、黒木いくみ
- 完全ノーカット撮影 新串刺しピストン! エロ尻ディルドオナニー 2（8月18日、OFFICE K'S）他出演:月本愛、川村まや、結菜はるか、夏樹まりな
- 素人放尿ドキュメント!!　突然ですがお姉さんのオシッコ飲ませてくれませんか? ウォシュレット機能付（8月18日、虎堂）他出演:月本愛、涼川絢音、結菜はるか、西口あられ、RISA、夏樹まりな、夏野めぐみ、あすな小春
- おち○ちんを褒めて励まし自信をつける最先端不妊治療クリニック（8月19日、ZUKKON/BAKKON）共演:蓮実クレア、あず希、彩奈リナ、羽月希、優希絵理奈、真木今日子、相澤ゆりな、美泉咲
- 彼女のお姉さんは、誘惑ヤリたがり娘。 14 （9月1日、プレステージ）主演:園田みおん
- 電気拷問収容所（10月19日、シネマジック）他出演:花咲いあん、吉田花、鳴海小春、安達メイ、盛岡れみ、西口あられ、MIRANO、香純あいか、生駒はるな、初芽里奈、仁美まどか、愛野ももな、高瀬杏、葉山美空、徳永れい、白桃心奈
- DID 誘拐・監禁・着衣緊縛・猿轡 拘束され絶望するヒロインたち 3（11月7日、シネマジック）他出演:佐野あい、星空もあ、神楽アイネ、相澤ゆりな、大橋優子、月本愛、真田美樹、生駒はるな、愛野ももな、盛岡れみ